# Mario Scheiber
Mario Scheiber (ur. 6 marca 1983 w St. Jakob in Defereggen) – austriacki narciarz alpejski, trzykrotny medalista mistrzostw świata juniorów.

## Kariera
Po raz pierwszy na arenie międzynarodowej pojawił się 24 listopada 1998 roku w Hochgurgl, gdzie w zawodach FIS Race nie ukończył drugiego przejazdu giganta. W 2001 roku wystartował na mistrzostwach świata juniorów w Verbier, zajmując dwunaste miejsce w slalomie. Na rozgrywanych rok później mistrzostwach świata juniorów w Tarvisio wywalczył srebrny medal w zjeździe. Najlepsze wyniki osiągnął jednak podczas mistrzostw świata juniorów w Briançonnais w 2003 roku, gdzie zwyciężył w gigancie (ex aequo Danielem Albrechtem), a w supergigancie był trzeci.
W zawodach Pucharu Świata zadebiutował 15 marca 2003 roku w Lillehammer, gdzie nie ukończył giganta. Pierwsze pucharowe punkty wywalczył 27 listopada 2004 roku w Lake Louise, zajmując 29. miejsce w zjeździe. Na podium zawodów tego cyklu po raz pierwszy stanął 2 grudnia 2004 roku w Beaver Creek, kończąc supergiganta na trzeciej pozycji. W zawodach tych wyprzedzili go jedynie Austriak Stephan Görgl i Bode Miller z USA. Łącznie trzynaście razy stawał na podium, jednak nie odniósł żadnego zwycięstwa. Najlepsze wyniki osiągnął w sezonie 2006/2007, kiedy zajął dziewiąte miejsce w klasyfikacji generalnej, a w klasyfikacji supergiganta był czwarty. W 2007 roku wystąpił na mistrzostwach świata w Åre, zajmując ósme miejsce w zjeździe i jedenaste w supergigancie. Brał też udział w igrzyskach olimpijskich w Vancouver w 2010 roku, gdzie zajął 20. miejsce w supergigancie, a w zjeździe był czwarty. Walkę o medal przegrał tam z Bode Millerem o 0,12 sekundy.
W marcu 2012 roku, z powodu problemów zdrowotnych, zakończył karierę sportową.

## Osiągnięcia

### Igrzyska olimpijskie
| Miejsce | Dzień     | Rok  | Miejscowość | Konkurencja | Czas biegu  | Strata  | Zwycięzca          |
| ------- | --------- | ---- | ----------- | ----------- | ----------- | ------- | ------------------ |
| 4.      | 15 lutego | 2010 | Vancouver   | Zjazd       | 1:54,31 min | +0,21 s | Didier Défago      |
| 20.     | 19 lutego | 2010 | Vancouver   | Supergigant | 1:30,34 min | +1,59 s | Aksel Lund Svindal |

### Mistrzostwa świata
| Miejsce | Dzień     | Rok  | Miejscowość | Konkurencja | Czas biegu  | Strata  | Zwycięzca          |
| ------- | --------- | ---- | ----------- | ----------- | ----------- | ------- | ------------------ |
| 11.     | 6 lutego  | 2007 | Åre         | Supergigant | 1:14,30 min | +0,79 s | Patrick Staudacher |
| 8.      | 11 lutego | 2007 | Åre         | Zjazd       | 1:44,68 min | +1,31 s | Aksel Lund Svindal |

### Mistrzostwa świata juniorów
| Miejsce | Dzień     | Rok  | Miejscowość  | Konkurencja | Czas biegu  | Strata  | Zwycięzca                |
| ------- | --------- | ---- | ------------ | ----------- | ----------- | ------- | ------------------------ |
| 12.     | 8 lutego  | 2001 | Verbier      | Slalom      | 1:25,72 min | +2,31 s | Stefan Kogler            |
| 2.      | 27 lutego | 2002 | Tarvisio     | Zjazd       | 1:26,85 min | +0,38 s | Adam Cole                |
| DSQ     | 28 lutego | 2002 | Tarvisio     | Supergigant | 1:25,02 min | -       | Peter Fill               |
| DNF     | 4 marca   | 2003 | Briançonnais | Zjazd       | 1:09,49 min | -       | Daniel Albrecht          |
| 3.      | 5 marca   | 2003 | Briançonnais | Supergigant | 1:17,10 min | +0,21 s | François Bourque         |
| 1.      | 7 marca   | 2003 | Briançonnais | Gigant      | 2:02,72 min | -       | Ex aequo Daniel Albrecht |
| DNF1    | 8 marca   | 2003 | Briançonnais | Slalom      | 1:33,74 min | -       | Marc Berthod             |

### Puchar Świata

#### Miejsca w klasyfikacji generalnej
- sezon 2004/2005: 16.
- sezon 2006/2007: 9.
- sezon 2007/2008: 21.
- sezon 2008/2009: 91.
- sezon 2009/2010: 15.
- sezon 2010/2011: 31.
- sezon 2011/2012: 89.

#### Miejsca na podium w zawodach
1. Beaver Creek – 2 grudnia 2004 (supergigant) – 3. miejsce
2. Garmisch-Partenkirchen – 19 lutego 2005 (zjazd) – 2. miejsce
3. Kvitfjell – 5 marca 2005 (zjazd) – 2. miejsce
4. Lake Louise – 26 listopada 2006 (supergigant) – 2. miejsce
5. Bormio – 28 grudnia 2006 (zjazd) – 3. miejsce
6. Bormio – 29 grudnia 2006 (zjazd) – 3. miejsce
7. Kvitfjell – 11 marca 2007 (supergigant) – 2. miejsce
8. Beaver Creek – 3 grudnia 2007 (supergigant) – 2. miejsce
9. Kitzbühel – 18 stycznia 2008 (supergigant) – 3. miejsce
10. Kitzbühel – 19 stycznia 2008 (zjazd) – 3. miejsce
11. Val Ghërdina – 19 grudnia 2009 (zjazd) – 2. miejsce
12. Garmisch-Partenkirchen – 10 marca 2010 (zjazd) – 2. miejsce
13. Lake Louise – 27 listopada 2010 (zjazd) – 2. miejsce